# Paul Laurence Dunbar
Paul Laurence Dunbar (Dayton, 27 de junho de 1872 — Dayton, 9 de fevereiro de 1906) foi um poeta norte-americano, romancista e dramaturgo do século XIX e início do século XX. Foi filho de pais escravizados no Kentucky antes da Guerra Civil Americana. Dunbar começou a escrever histórias e versos já criança e publicou seus primeiros poemas com 16 anos em um jornal de sua cidade-natal. Igualmente, foi presidente de uma sociedade literária de sua escola.
Grande parte do trabalho mais popular de Dunbar em sua vida foi escrito em dialeto afro-americano associado ao Sul do período anterior à Guerra Civil Americana A obra de Dunbar foi elogiada por figuras como William Dean Howells, um dos principais representantes do realismo estadunidense e editor associado ao periódico Harper's Weekly, de forma que Dunbar foi um dos primeiros afro-americanos a estabelecer uma reputação literária internacional após Frederick Douglass e William Wells Brown. No final de sua vida, teve contato com a cena teatral da Broadway em Nova York, sobre a qual comenta negativamente em seu romance The Sports of Gods, mas para a qual produziu canções para a comédia musical In Dahomey (1903), o primeiro musical da Broadway com um elenco exclusivamente afro-americano.
Dunbar escreveu também romances e poesia em inglês convencional. Desde o final do século XX, acadêmicos retomaram o interesse neste grupo de obras.
Dunbar faleceu em Dayton, Ohio com 33 anos de idade de tuberculose.

## Biografia

### Juventude
Paul Laurence Dunbar nasceu no número 311 da Howard Street em Dayton, Ohio, EUA no dia 27 de junho de 1872, filho de pais que foram escravizados no Kentucky antes da Guerra Civil Americana. Uma vez emancipada, sua mãe Matilda mudou-se para Dayton junto de outros membros da família, incluindo os dois filhos de seu primeiro casamento, Robert e William. O pai de Dunbar, Joshua, escapou da escravidão no Kentucky, antes do término da Guerra Civil. Viajou para o Massachusetts e lá se voluntariou para o 55th Massachusetts Infantry Regiment, um dos primeiros batalhões da guerra exclusivamente composto por soldados negros. Paul Dunbar nasceu seis meses depois do casamento de Joshua e Matilda, na noite de natal de 1871.
O casamento dos pais de Dunbar foi turbulento, resultando em divórcio logo após o nascimento de uma segunda criança, uma filha. Joshua faleceu no dia 16 de agosto de 1885, quando Paul contava apenas 13 anos de idade.
Dunbar compôs seu primeiro poema aos seis anos e participou de seu primeiro recital público aos nove. A mãe o auxiliou em seu processo de escolarização, e aprendeu a ler expressamente para tal propósito. Ela frequentemente lia a Bíblia com ele, causando uma influência que, em certo momento, fê-lo cogitar se tornar um pastor na African Methodist Episcopal Church, uma igreja exclusivamente afro-americana, fundada em 1816 na Filadélfia e presente na formação de grandes escritores estadunidenses de Denmark Vesey a James Baldwin, já na metade do século XX.
Dunbar foi único aluno afrodescendente durante seu período de estudos na Central High School na cidade de Dayton. Orville Wright, um dos inventores do avião motorizado, foi seu colega de classe e amigo pessoal. Querido pelos colegas, Dunbar foi eleito presidente da sociedade literária da instituição, tornando-se então editor de seu jornal local, além de um prominente membro de clube de debates

### Carreira literária
Aos 16 anos, Dunbar publicou os poemas "Our Martyred Soldiers" e "On The River" no jornal Dayton Herald, em uma edição de 1888. Em 1890, escreveu e editou The Tattler, o primeiro semanário afro-americano da cidade. Ele foi impresso por um grupo de conhecidos da escola, Wilbur e Orville Wright. O jornal durou apenas seis semanas.
Após completar sua educação formal em 1891, Dunbar começou a trabalhar como operador de elevador, recebendo o salário de quatro dólares semanais. Por algum tempo, nutriu as esperanças de cursar Direito, embora não tenha sido capaz de fazê-lo em função das finanças da mãe. Encontrou restrições profissionais por força da discriminação racial. No ano seguinte, Dunbar requeriu aos irmãos Wright que o auxiliassem na publicação de seu volume de poemas em dialeto, mas os amigos não tinham disponível o equipamento necessário para a impressão de livros. Sugeriram-no a buscar a editora da Church of the United Brethren in Christ, com a qual, em 1893, Dunbar publicou seu primeiro volume reunido de poemas, Oak and Ivy. Dunbar arcou com os custos da impressão, recuperando os gastos em apenas duas semanas somente mediante venda pessoal do material, muitas vezes para os passageiros no elevador onde trabalhava.
A seção mais extensa do livro, de título Oak, consiste em versos tradicionais; a menor delas, Ivy, trazem pequenos poemas escritos em dialeto, algo que se tornou a marca registrada do poeta. A obra chamou a atenção de James Whitcomb Riley, um poeta de versos humorísticos de grande fama na época, cujo uso de dialetos sulistas remetiam, em chave nostálgica, ao passado escravagista pré-Guerra Civil Americana. A questão do uso dialetal, ao mesmo tempo em que derivava da chamada Local color school, a Escola da Cor Local da literatura realista, constituía uma das características centrais da literatura dos escravagistas e suprematistas brancos desde William Gilmore Simms. Mais tarde, Dunbar chegou a viver de seus livros de poesia dialetal, embora tenha vivido a ambivalência de produzir versos que, em sua essência, perpetuavam estereótipos do negro analfabeto e sem educação formal contra o qual lutara a vida toda.
Uma vez que seus talentos literários foram reconhecidos, alguns leitores de renome passaram a oferecer suporte financeiro. O advogado Charles A. Thatcher chegou a lhe oferecer uma bolsa de estudos universitária, negada por Dunbar sob a alegação de que persistiria em sua carreira literária. Thatcher, de qualquer forma, ajudou na promoção do nome de Dunbar, organizando leituras públicas de seus poemas em Toledo, Ohio, uma cidade maior do que a provinciana Dayton. Além disso, o psiquiatra Henry A. Tobey se interessou pelo jovem talento e o auxiliou na distribuição de seu primeiro livro em cidades do Ohio, eventualmente provendo-lhe de auxílio financeiro. Thatcher e Tobey, em conjunto, financiaram o segundo volume de versos do poeta, Majors and Minors (1896).
Apesar das frequentes publicações e leituras públicas ocasionais, Dunbar passou por dificuldades para sustentar-se e sustentar a mãe. Em muitas performances, não recebia a remuneração combinada, além de ter sido, alegadamente, alguém desorganizado em suas finanças. Há registros de que, na metade da década de 1890, Dunbar estava endividado.
No dia 27 de junho de 1896, o romancista, editor e crítico literário William Dean Howells, reconhecido como o maior nome do realismo estadunidense ao lado de Henry James e Mark Twain, publicou uma resenha bastante elogiosa do segundo volume de Dunbar no periódico Harper's Weekly. A preferência de Howells trouxe atenção imediata do público leitor aos escritos de Dunbar. Embora tenha elogiado o "pensamento honesto e sentimento autêntico" dos poemas tradicionais de Dunbar, foi particularmente incisivo nos elogios de seus poemas em dialeto. A fama inédita do período permitiu a publicação dos dois volumes iniciais como uma coleção, de título Lyrics of Lowly Life, prefaciados por Howells.
Dunbar foi amigo dos irmãoso Wright por toda a vida. Por meio de sua atividade poética, teve a oportunidade de conhecer e se associar com os líderes negros estadunidenses Frederick Douglass e Booker T. Washington, além de ter sido íntimo do poeta James D. Corrothers. Dunbar também travou amizade com o jornalista Brand Whitlock, mais tarde um membro da câmara de Illinois e diplomata.
No final da década de 1890, Dunbar revelou-se como escritor de contos e romances; seus romances vem sendo redescobertos como importantes retratos, propostos por um afro-americano, dos brancos e suas atitudes ante questões raciais na Era Jim Crow.

### Obra tardia

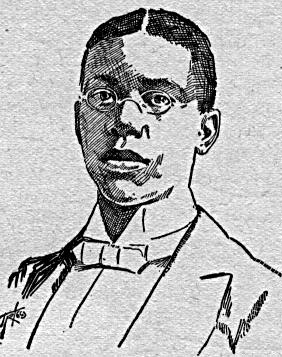
Ilustração de 1897 por Norman B. Wood

Dunbar foi bastante prolífico durante sua carreira relativamente curta: publicou uma dúzia de livros de poemas, quatro volumes de contos (reunidos pela Ohio University Press em 2005 em um volume de 542 páginas), quatro romances, letras para espetáculos da Broadway e um drama. Além disso, recentemente seus relatos de viagens pela Europa vem sendo estudados como parte da migração de artistas estadunidenses para o Velho Continente na virada do século em busca de inspiração (um fenômeno essencial para a importação do Modernismo literário no país).
Sua primeira coleção de contos Folks From Dixie (1898), foi descrita pelo próprio autor como um "exame rude do preconceito racial", tendo recebido resenhas favoráveis na época.
O mesmo não ocorreu com seu primeiro romance, The Uncalled (1898), descrito por críticos como "enfadonho e pouco convincente". Dunbar explorou os conflitos espirituais de um pastor branco chamado Frederick Brent, abandonado por seu pai alcoólatra ainda criança e criado por uma fiandeira virtuosa, Hester Prime (tanto o pastor quanto a mulher remetem ao romance The Scarlet Letter de Nathaniel Hawthorne). Nesse romance, Dunbar foi o primeiro afro-americano a cruzar a "linha da cor", escrevendo sobre a sociedade branca na condição de afrodescendente. Críticos na época apontaram falhas no seu manejo do assunto, porém, não propriamente ao tema. O romance não obteve sucesso comercial e, até hoje, é pouco estudado pela fortuna crítica do autor.
Os dois romances seguintes igualmente exploraram as vidas e problemas internos à cultura dos brancos. Segundo Rebecca Ruth Gould, uma delas, The Sport of the Gods, culmina em uma lição objetiva acerca do poder da desonra – um componente chave da mentalidade da expiação - e dos limites da capacidade da legislação promover justiça em uma cultura marcada pelo racismo.
Além disso, Dunbar coloborou com o compositor Will Marion Cook e Jesse A. Shipp, encrevendo o libretto da primeira produção exclusivamente afro-americana para a Broadway (In Dahomey, de 1903). Tratou-se de uma das comédias musicais de maior sucesso de sua época, ficando em cartaz por 4 anos na Inglaterra e nos EUA. O contato pessoal do autor com o universo do ragtime, estilo musical precursor do jazz, permitiu-lhe escrever um dos mais célebres retratos da boêmia novaiorquina na virada do século: sobretudo o romance The Sport of the Gods traz quadros particularmente bem sucedidos da vida teatral nos capítulos focados nas dançarinas e cantoras Hattie Sterling e Kitty Hamilton.
Em sua época, Dunbar veiculou ensaios e poemas em jornais de grande circulação, incluindo o Harper's Weekly, Saturday Evening Post, Denver Post, Current Literature e outros.
Em 1897, Dunbar teve a chance de fazer uma breve viagem profissional à Inglaterra, entrando em contato com a boemia do final do século londrina. Nela, conheceu o compositor negro Samuel Coleridge-Taylor, que homenageou o amigo estadunidense musicando alguns de seus poemas. Coleridge-Taylor foi reconhecidamente influenciado pelo uso dialetal de Dunbar na composição de suas próprias canções e composição futuras, as quais tinham ampla circulação na Europa, e fazendo parte da divulgação de ritmos americanos no que culminou na tradição jazzística inglesa. Igualmente, o dramaturgo Henry Francis Downing participou de um recital ao lado de Dunbar e Coleridge-Taylor, sob o apadrinhamento de John Hay, antigo braço direito do presidente Abraham Lincoln.
Dunbar foi ativo nos movimentos dos Direitos Civis de sua época, trabalhando em prol do ideal de edificação dos afro-americanos (como promulgado por Booker T. Washington). Foi um dos convidados de honra no evento organizado para celebrar a vida de Frederick Douglass em 5 de março de 1897, por ocasião de sua morte.

### Casamento e problemas de saúde

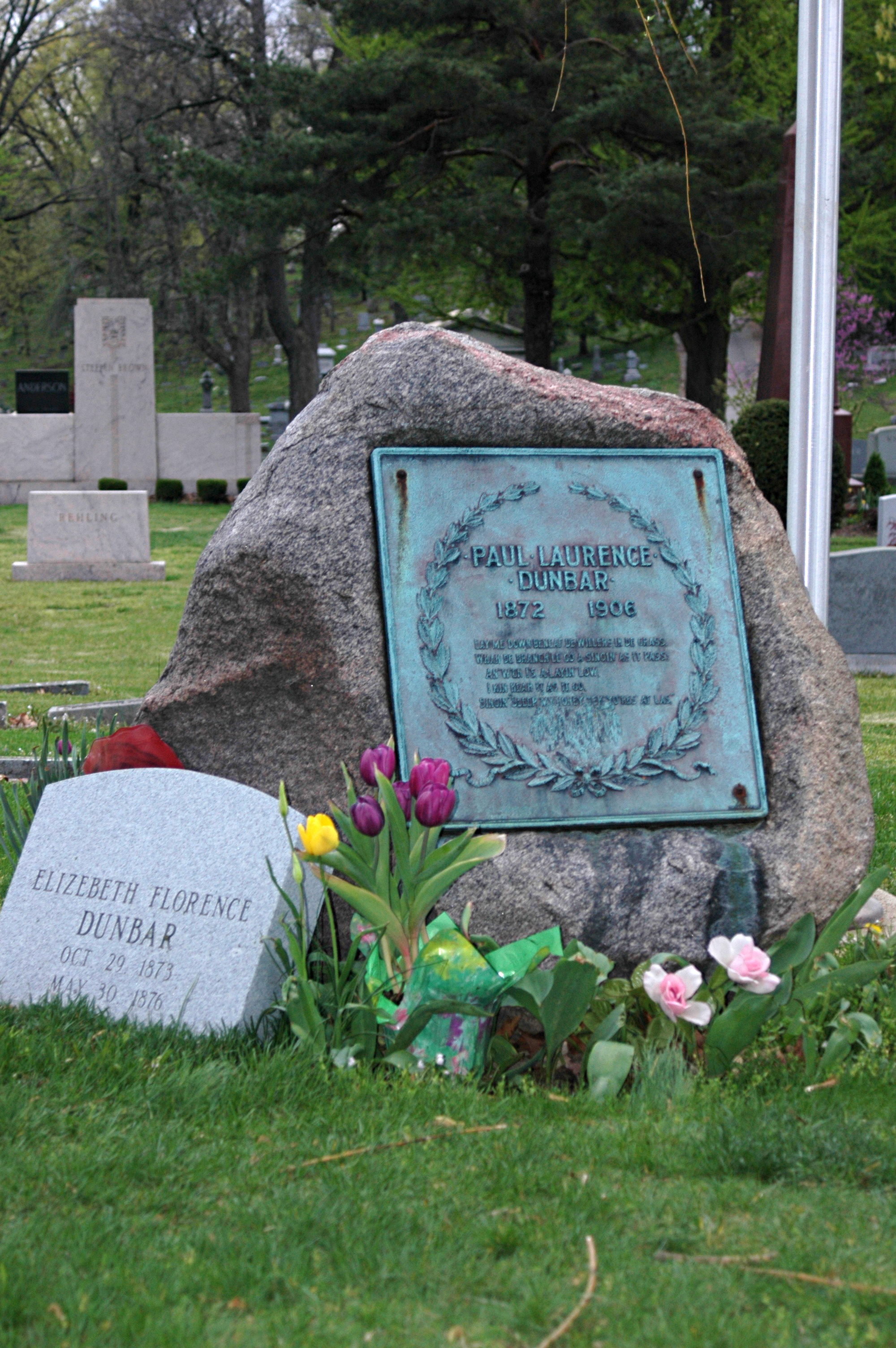
Túmulo de Dunbar no Woodland Cemetery, 2007

Após regressar do Reino Unido, Dunbar se casou com Alice Ruth Moore (dali para frente, Alice Dunbar Nelson) no dia 6 de março de 1898. Ela era professora escolar e poetisa de Nova Orléans. A peça Oak and Ivy de 2001, de autoria de Kathleen McGhee-Anderson, ficcionaliza o relationamento tumultuoso de ambos.
Em outubro de 1897, Dunbar assumiu um cargo na Library of Congress em Washington. Três anos depois, foi diagnosticado com tuberculose, doença fatal para a época; seus médicos recomendaram beber uísque para aliviar os sintomas. Após um curto período de reclusão no estado do Colorado, o casal Dunbar se separou. A depressão, solidão e saúde debilitada o levaram à dependência química, comprometendo ainda mais sua saúde.
Dunbar retornou a Dayton, Ohio, em 1904, onde morou na casa da mãe até sua morte em 9 de fevereiro de 1906, aos 33 anos. Foi exumado no Woodland Cemetery em Dayton.

## Bibliografia

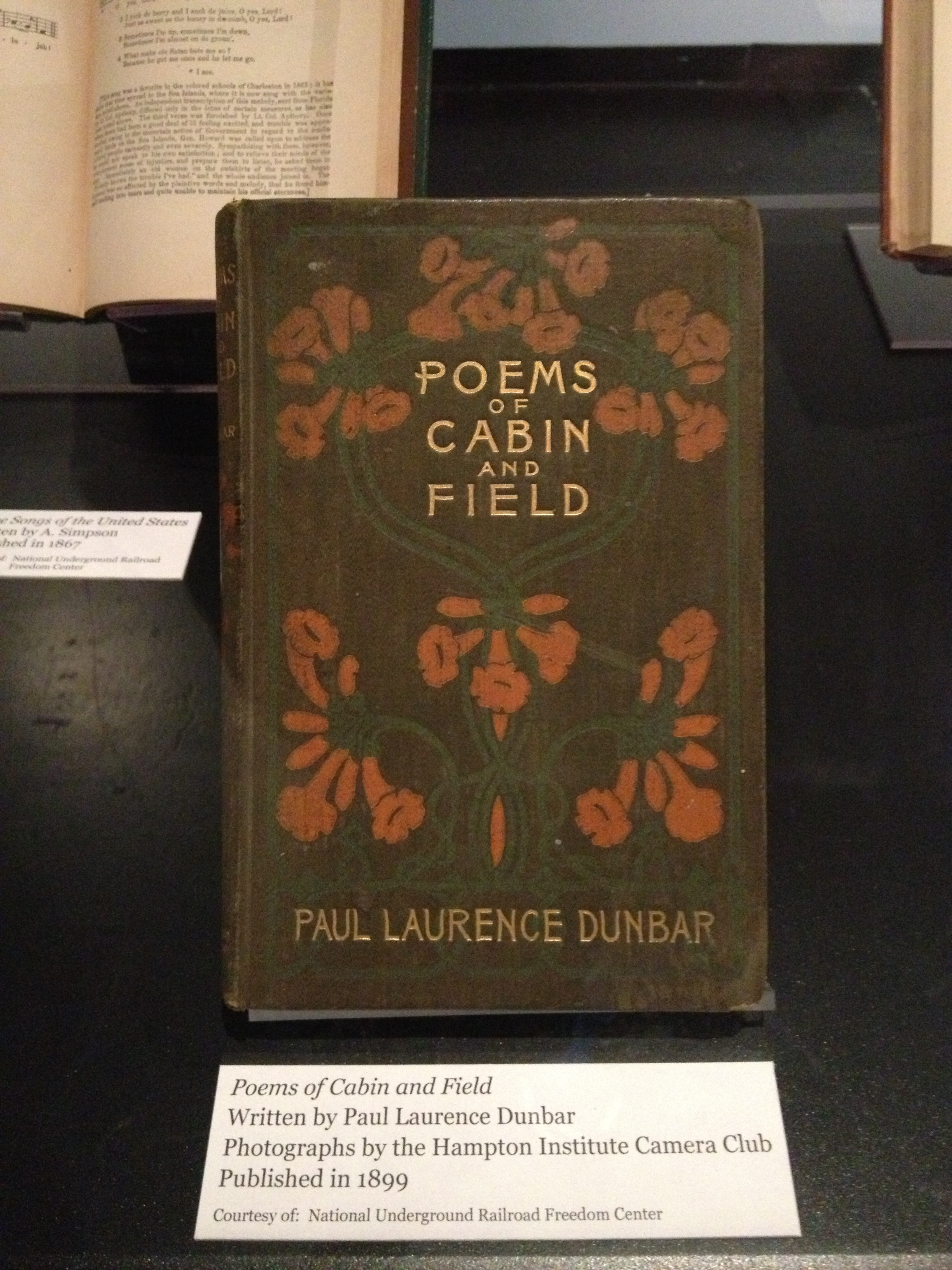
Edição de 1899 do volume Poems of Cabin and Field

### Obras citadas
- Alexander, Eleanor C. Lyrics of Sunshine and Shadow: The Tragic Courtship and Marriage of Paul Laurence Dunbar and Alice Ruth Moore. New York: New York University Press, 2001. ISBN 0-8147-0696-7.
- Best, Felton O. Crossing the Color Line: A Biography of Paul Laurence Dunbar, 1872–1906. Kendall/Hunt Pub. Co., 1996. ISBN 0-7872-2234-8.
- Nettels, Elsa. Language, Race, and Social Class in Howells's America. University Press of Kentucky, 1988. ISBN 0-8131-1629-5.
- Wagner, Jean. Black Poets of the United States: From Paul Laurence Dunbar to Langston Hughes. University of Illinois Press, 1973. ISBN 0-252-00341-1.